# ダウンロード

ダウンロードデータを外のプロバイダ側に要求すると（アップストリーム）、エンドユーザーにダウンストリームされる。ISP=インターネットサービスプロバイダ

ダウンロード（英: Download）は、接続されたコンピュータ間に存在するデータ（ファイルなど）を上流ノードから下流ノードへ転送することを指す。日本語では「落とす」という言い換え方もある。また、受信とも言われるが、上流ノードの指示で下流ノードへ転送する場合は送信となる。対義語としてはアップロードが挙げられる。

## 概要
この概念は、パソコン通信が一般に利用され始めた1970年代後半 - 1980年代（日本では1980年代半ば以降）になって広く用いられるようになってきた。当時のコンピュータネットワークは「ホストコンピュータ→端末」という形態で在ったため、「主となるコンピュータから末端のコンピュータに情報を取り込む（端末の記憶媒体にコピーする）」という概念で在った。
この場合は「上流→下流」の関係がはっきりしていたため、一般に云う所の上り→下りの概念で扱われた。しかしインターネットともなると通信経路に中継が複数入ってくるため、単に「自分のパソコンや端末に情報を読み込むこと」をダウンロードとし、その通信相手がホストコンピュータでなくてもダウンロードと表現する場合もある。これは特にファイル共有ソフトをはじめとするPeer to Peer形態でファイルを遣り取りする通信に顕著で、本来は双方向通信であるために「上り→下り」の関係は成立しないが、同通信形態で一方的に大きいデータサイズを要求する場合には、ダウンロードと呼ぶ。
今日では、通信の結果として相手コンピュータに送信した情報量よりも、自分側のコンピュータに取り込んだ情報量のほうが大きい場合に、ダウンロードと表現し、その逆ではアップロードと表現される。また、情報送信請求は特にユーザーに意識されない傾向もあり、ファイルを送ってもらったらダウンロード、ファイルを送ったらアップロードという使い分けがなされている傾向も強い。
本来であれば、通信制御の関係上でサーバーなどから情報を受信することをダウンロードと言い、手順としては所定のプロトコルに従い、サーバ側にデータ送信請求を行い、送信されてきたデータを受信側でファイルに再構成する。その意味では電子メールの受信や、テキストや画像などウェブサイト上のコンテンツを利用者側の端末であるパソコン側で再生するためにデータとして取り込むこともダウンロードの範疇である。しかし通信制御が自動的に行われ、利用者に意識されないようになるに従って、ファイルの受信だけがダウンロードとして認識され、現在では「ファイルのやり取り」という概念の方が強くなったため、一般に何らかのコンテナフォーマットファイルを受信すること以外はダウンロードだと意識されない傾向も見られる。

### 俗語など
前述の通り、ダウンロードが「インターネット経由でファイルを入手すること」という認識から、一般のパソコンユーザーとしては書庫ファイルやソフトウェアのインストーラー、あるいは動画や音声・音楽データファイルなどのコンテナフォーマットファイルを端末側に取り入れることと解され、こういった行為は比較的広く行われていることから俗語や隠語などインターネットスラングも数多く、略語としてはDLまたはダウンなどのほか、関連してダウンロードオンリーメンバーのような語も見られる。